# Fallout Shelter
Fallout Shelter (з англ. Укриття від радіоактивних опадів) — мобільна відеогра, розроблена Bethesda Game Studios спільно з Behaviour Interactive і видана Bethesda Softworks. Частина ігрової серії Fallout, не пов'язана з основними іграми. Базується на умовно-безкоштовній моделі розповсюдження.
Була випущена на платформі iOS 14 червня 2015, після конференції Bethesda's Electronic Entertainment Expo 2015. Випуск на платформі Android відбувся 13 серпня 2015. Для Microsoft Windows гра вийшла 14 липня 2016. Реліз на Xbox One відбувся 7 лютого 2017. На E3 2018, під час конференції видавця гри, було анонсовано вихід гри на такі платформи як PlayStation 4 та Nintendo Swtitch.

## Ігровий процес

Скріншот гри: приміщення Сховища та інформація про нього. Населення щасливе, але рівень енергії близький до критичного.

Гравці розбудовують підземне Сховище та керують ним як наглядачі. Гравці повинні стежити за устаткуванням і самими жителями сховища та постійно підтримувати їхній настрій у нормі. Максимум жителів — 200 осіб. Щоб Сховище нормально функціонувало і розвивалося, слід добувати ресурси, призначати людей на роботу у відповідні приміщення, посилати їх в експедиції на поверхню. Це вимагає правильного розподілу їхніх умінь між параметрами сили, сприйняття, витривалості, харизми, інтелекту, спритності та вдачі, що відповідає системі S.P.E.C.I.A.L. основної серії ігор серії Fallout. Характеристики кожного персонажа впливають на те, наскільки він придатний для певного виду роботи. Поставлений на не відповідну для нього посаду, або хворий чи поранений, житель Сховища втрачатиме настрій, тим самими зменшуючи власну продуктивність. З часом населення зростає, але може настати перенаселення, за якого виробництво ресурсів падатиме.
У міру зростання рівнів розвитку жителів, їх можна споряджати зброєю і предметами та відправляти назовні для дослідження Пустки. Чим довше вони перебувають в експедиціях на поверхні, тим більше можуть принести корисних речей: додаткову зброю, речі та пляшкові кришечки — універсальну валюту. Кожного жителя можна навчати, змінюючи його параметри. Число жителів збільшується двома шляхами: прийняттям людей, що прийшли з Пусток, і природним біологічним шляхом. Гравець має можливість змінювати імена та прізвища всіх жителів його Сховища.
У підземному притулу може бути побудовано багато приміщень, які різняться за своєю функціональною належністю: або вироблення ресурсів (їжа, вода і електрика), або надання бонусів (поліпшення характеристик S.P.E.C.I.A.L., пошук нових персонажів з поверхні в Пустці за допомогою радіо). Балансування ресурсів, їжі, води і електроенергії, є важливим аспектом у грі. Дефіцит навіть одного з них призводить до порушення життя Сховища. Так, наприклад, недостача електроенергії виводить з ладу приміщення з устаткуванням, нестача води призводить до опромінення жителів, а їжі — до втрати ними здоров'я. Крім того, необхідно захищатися від нападів з поверхні: бандитів та мутантів.
Гравці іноді винагороджуються за свої успіхи ланчбоксами, що містять ресурси. Як бонус, можуть випадково випасти кришечки, ліки, стимулятори, рідкісні і потужні зразки зброї, броня, а також унікальні персонажі з сильним набором S.P.E.C.I.A.L. Такі коробки стають доступні при виконанні внутрішньоігрових завдань і за щоденне відвідування гри протягом тижня. Для гри не потрібне інтернет-з'єднання, але є можливість внутрішньоігрових покупок за реальні гроші, зокрема ланчбоксів.

## Розробка гри
В інтерв'ю 2009 року, кажучи про можливу гру для мобільних пристроїв, Тодд Говард заявив, що світ Fallout досить унікальний тим, що він може бути перенесений на будь-яку платформу, і сказав, що кілька спроб зробити гру для мобільних пристроїв виявилися невдалими.
5 листопада 2009 Джон Кармак, який у той час працював на ID Software заявив, що у нього є докази існування концепції, зробленої для мобільного втілення Fallout. Джон Кармак сказав, що він, ймовірно, буде особисто брати участь у створенні гри, хоча в той час був перевантажений роботою над іншими іграми. «Принаймні я збираюся писати код» — сказав він.
Під час виставки E3 2015 прес-конференції 14 червня 2015 було оголошено, що гра вийде на iOS протягом ночі в той же день, коли почалася конференція. Гра була натхненна іншими відеоіграми, як XCOM, SimCity і FTL, звідки перейняла низку особливостей ігрового процесу і стиль. Як і було обіцяно, Fallout Shelter було випущено того ж дня. Крім того, віце-президент Bethesda з PR та маркетингу Піт Гайнс заявив, що версію гри для Windows Phone створювати не будуть.

## Оцінки
| Агрегатор    | Оцінка       |
| ------------ | ------------ |
| GameRankings | (iOS) 72%    |
| Metacritic   | (iOS) 71/100 |

| Видання        | Оцінка |
| -------------- | ------ |
| Destructoid    | 7/10   |
| Game Informer  | 7/10   |
| GameRevolution | [ 8 ]  |
| GamesTM        | 6/10   |
| IGN            | 6.8/10 |

Ігровий блог Destructoid дав грі оцінку 7/10, називаючи її вельми симпатичною. Також він згадав про її хороші візуальні функції, такі як 3D-масштабування і про те, що процеси можна прискорювати не за гроші, а за ризики різних пригод. Однак критики торкнулося те, що спеціальні карти можна отримати тільки в ланчбоксах, що спонукає гравців вкладати гроші задля швидшого розвитку Сховища.
Критик Кріс Картер заявив про Fallout Shelter: «Мені подобається ця гра. Я не хочу грати в неї кожен день, але гра безумовно вартує того часу, який було в неї вкладено.»
Сайт Pocket Gamer, що спеціалізується на мобільних відеоіграх, дав оцінку в 7/10 з висновком: «Це не найбільш захоплива гра про постапокаліпсис, але тут є багато чого особливого.»